# BSG Einheit Magdeburg
Die BSG Einheit Magdeburg war eine Betriebssportgemeinschaft, die hauptsächlich in den 1940er und 1950er Jahren auf dem Sektor Radsport und Fußball aktiv war. 

## Porträt
Ihren Ursprung hatte die BSG Einheit in der 1945 gegründeten SG Magdeburg-Altstadt. Diese gehörte zu den ersten Sportgruppen in der sachsen-anhaltischen Großstadt Magdeburg, die nach dem Ende des Zweiten Weltkriegs und dem Verbot der bisherigen Sportvereine den Sportbetrieb wieder belebte. Die Sportgruppe machte zunächst durch ihre Fußballmannschaft auf sich aufmerksam, die sich in der Saison 1947/48 an der Meisterschaft im Fußballbezirk Magdeburg beteiligte und in der Südstaffel Platz zwei belegte. Als ab 1948 der Sportbetrieb in der Ostzone auf die Länder erweitert werden konnte, startete die SG Altstadt in der Landesklasse Sachsen-Anhalt und erreichte am Ende der Saison 1948/49 in der Nordstaffel den dritten Platz. 
Ab 1948 wurde der Sport in der Ostzone auf das System der Betriebssportgemeinschaften (BSG) umgestellt. Die SG Altstadt erhielt 1949 die Stadtverwaltung als Trägerbetrieb und wurde in BSG Grün-Rot Stadt Magdeburg umbenannt. Grün-Rot stand für die Stadtfarben Magdeburgs. Die Fußballmannschaft beendete die Saison 1949/50 als Sechster der Landesklasse Nord, die nach der Einführung der DS-Liga (später DDR-Oberliga) nur noch zweitklassig war und qualifizierte sich für den DDR-weiten Fußballpokal-Wettbewerb (FDGB-Pokal) 1949/50. In der 1. Hauptrunde trafen die Grün-Roten auf den DDR-Meister Motor Zwickau, dem sie auf eigenem Platz mit 0:3 unterlagen. Zur gleichen Zeit wuchs mit dem Radrennfahrer Gustav-Adolf Schur bei der BSG Grün-Rot eines der größten Talente des DDR-Sports heran. 
Im Rahmen der Bildung von DDR-weiten zentralen Sportvereinigungen wurde die BSG Grün-Rot am 30. Mai 1950 in die BSG Einheit Magdeburg umbenannt. Die Bezeichnung „Einheit“ war von der Sportvereinigung Einheit abgeleitet worden, die alle Betriebssportgemeinschaften der staatlichen Verwaltung vereinigte. Zur Fußballsaison 1950/51 war die Landesklasse Sachsen-Anhalt nach Bildung der DDR-Liga nur noch drittklassig, die BSG Einheit wurde in der erstmals eingleisigen Landesmeisterschaft achter. 1951 ging Einheit Magdeburg mit Schur das größte Talent verloren, als sich die Sektion Radsport der BSG Aufbau Börde Magdeburg anschloss. 1951/52 ging die Landesklasse Sachsen-Anhalt in ihre letzte Saison, Einheit Magdeburg belegte Platz vier. 
Infolge der Abschaffung der Länder in der DDR zugunsten von Bezirken im Laufe des Jahres 1952 musste das Ligensystem des DDR-Fußballs umgestellt werden. Anstelle der Landesklassen wurden als dritte Spielklasse Bezirksligen eingeführt. Die BSG Einheit Magdeburg war für die Bezirksliga Magdeburg vorgesehen. Noch vor dem Start der Saison 1952/53 wechselte die Fußballsektion der BSG Einheit ebenfalls zur BSG Aufbau Börde, die in der Bezirksliga den Platz der Einheit-Mannschaft übernahm. Nach dem Verlust der wichtigsten Sportsektionen verlor die BSG Einheit Magdeburg danach an überregionaler Bedeutung.

## Personen
Neben dem Radsportler und späterem zweimaligen Weltmeister Gustav-Adolf Schur (* 1931) durchliefen weitere prominente Sportler die BSG Grün-Rot/Einheit:
Zu den Fußballspielern der ersten Stunde im Magdeburg nach dem Zweiten Weltkrieg gehörte Willi Oelgardt (1912–1973). Er hatte schon vor dem Krieg beim SV Viktoria 1896 Magdeburg Erstligafußball gespielt und begann ab 1946 den Fußball im Magdeburg wieder zu beleben. Bis 1950 war er bei der SG Altstadt und bei der BSG Grün-Rot aktiv. Seine Trainerkarriere begann Oelgardt 1950 beim DDR-Oberligisten BSG Aktivist Brieske-Ost. 1952 wurde er erster Trainer der DDR-Fußballnationalmannschaft. 
Bevor Gerhard Gläser (* 1911–1995) Fußballtrainer in der DDR-Oberliga wurde und dort die Mannschaften von Turbine/Chemie Halle, Lok Stendal und Hansa Rostock betreute, war er von 1950 bis 1952 Fußballspieler bei Grün-Rot/Einheit Magdeburg. 
Unter ihrem Geburtsnamen Karin Richert begann die Hürdenläuferin Karin Balzer ihre Leichtathletik-Karriere bei der BSG Einheit Magdeburg. Sie wurde später Olympiasiegerin und Europameisterin und stellte sieben Weltrekorde auf. 